# Carl Friedrich Rungenhagen

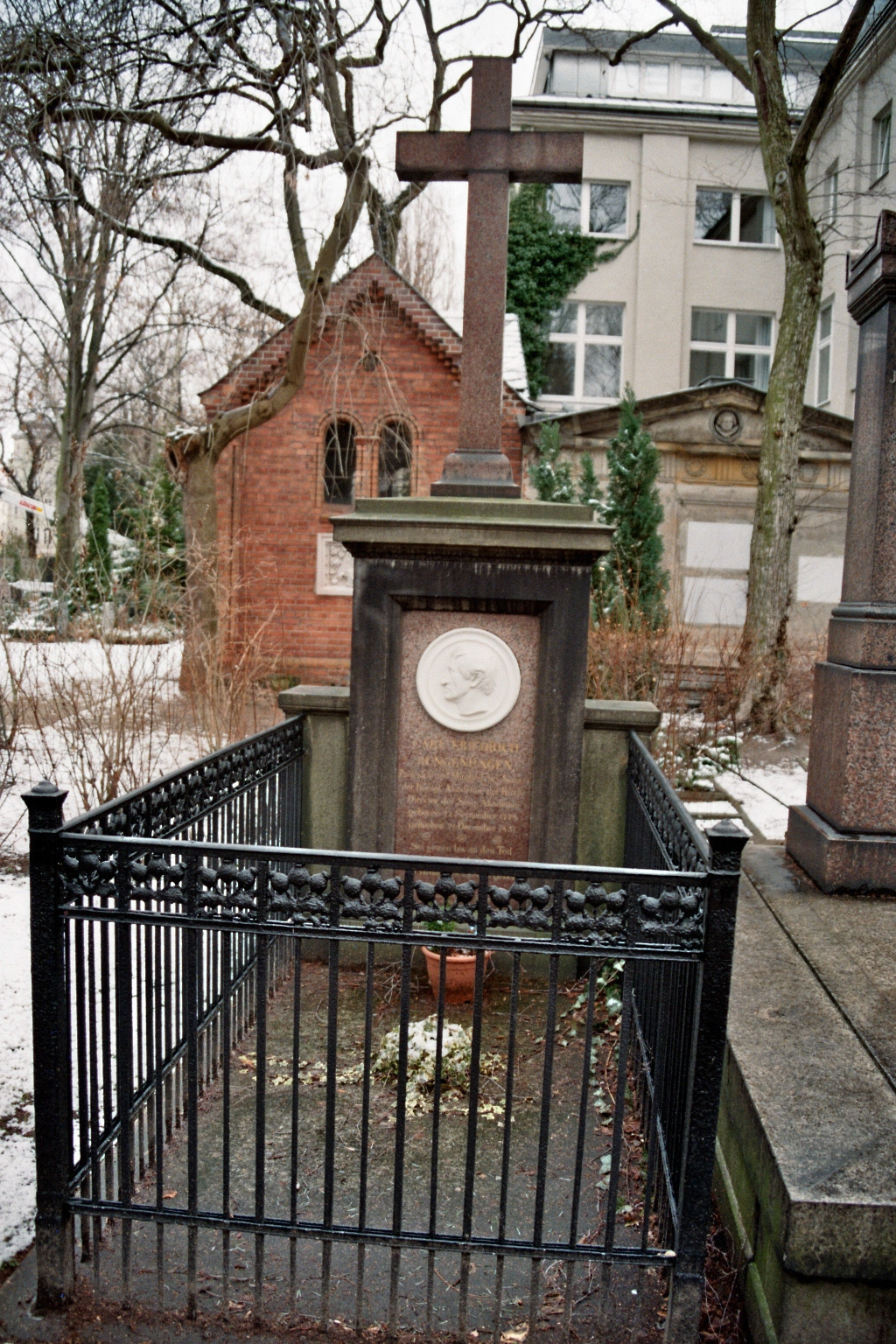
Tumba de Rungenhagen en el cementerio de Dorotheenstadt en Berlín.

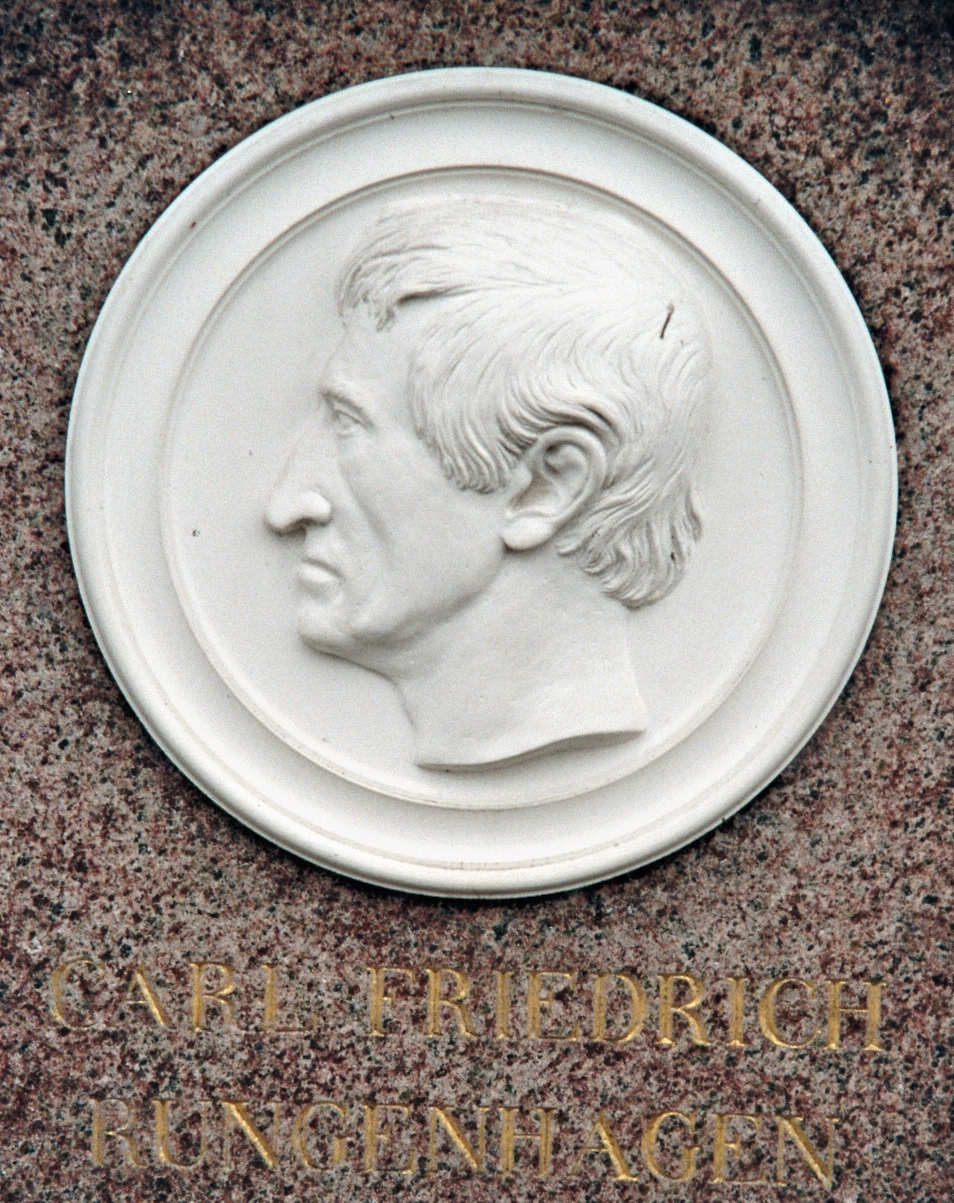
Detalle de su lápida.

Carl Friedrich Rungenhagen (a veces también Karl; Berlín, 27 de septiembre de 1778 – Berlín, 21 de diciembre de 1851) fue un compositor y profesor de música alemán.

## Biografía
Carl Friedrich Rungenhagen interrumpió sus estudios de pintura bajo Daniel Chodowiecki, debido a su bajo progreso académico y se incorporó a la compañía comercial de su padre. Allí trabajó hasta la muerte de su padre en 1796. A partir de entonces se dedicó por completo a la música.
En 1801, se unió a la Academia de Canto de Berlín (Sing-Akademie zu Berlin), siendo alumno de Carl Friedrich Zelter. En 1815, fue ascendido al puesto de subdirector, convirtiéndose así en un elemento esencial de la vida musical de Berlín. Asumió la dirección en 1833 como sucesor de Zelter, aunque su elección por la junta general no estuvo exenta de polémica. Entre sus competidores estaba otro estudiante de Zelter, Felix Mendelssohn Bartholdy, para quien perder las elecciones pudo haber sido una razón para dar la espalda a Berlín y su familia. 
Incluso la exitosa primera interpretación de la Pasión según San Mateo de Johann Sebastian Bach después de su muerte, el 11 de marzo de 1829 en la Sing-Akademie, no fue suficiente para la elección de Felix al cargo, ni tampoco haber trabajado con éxito con el coro y luego volver a ejecutar la Pasión varias veces. Tampoco el hecho de que Félix y toda la familia Mendelssohn habían participado en el coro de la Sing-Akademie durante muchos años. También se ha supuesto que el éxito de Rungenhagen frente a Mendelssohn se debió a un sentimiento antijudío.
Como director de la Akademie, Rungenhagen continuó con el renacimiento de la música de Bach; en 1833 dirigió la primera interpretación de la Pasión según San Juan de Bach después de su muerte. En 1835 realizó una interpretación casi completa de la Misa en si menor de Bach. Rungenhagen se implicó con los oratorios de Handel, con cinco funciones en 1840, pero también interpretó oratorios contemporáneos, incluido Ruth de su alumno Karl Anton Eckert y uno propio, Judith. Dirigió 30 nuevos oratorios con la Sing-Akademie. Como compositor, creó principalmente música sacra, oratorios, cantatas y canciones.
Rungenhagen también trabajó en la Academia de las Artes de Prusia en Berlín como pedagogo musical. Fue nombrado profesor en 1843. Entre sus alumnos se encontraban Albert Lortzing, Louis Lewandowski, Stanisław Moniuszko, August Conradi y Alexander Fesca. Rungenhagen también fue miembro de una logia masónica en Berlín.
Rungenhagen murió a la edad de 73 años en Berlín en diciembre de 1851 y fue enterrado en el Cementerio de Dorotheenstadt. Su sucesor como director de la Akademie fue Eduard Grell.

## Obras seleccionadas

### Canciones
- Schlusslied
- Abends, wenn man aus dem Wirtshaus geht
- Jetzt schwingen wir den Hut

### Piezas para coro
- Aus der Tiefe ruf' ich, Herr, para soprano, coro a cuatro voces y órgano o piano.
- Friedens-Cantate, Berlín, impresión en W. Dieterici, 1816.
- Te Deum, Berlín, impresión en W. Dieterici, 1816.
- Stabat mater dolorosa (con texto en latín y alemán) para dos soprano y una contralto solista, op. 24, Berlín, Trautwein, 1826.
- Christi Einzug in Jerusalem, 1834.